# Крістіна Кройтору
Крістіна Кройтору (рум. Cristina Croitoru; нар. 21 грудня 1985) — румунська борчиня вільного стилю, дворазова бронзова призерка чемпіонатів Європи.

## Біографія
Боротьбою почала займатися з 2000 року. Двічі, у 2004 та 2005 роках ставала третьою на юніорських європейських першостях. Виступала за борцівський клуб «C.S.A. Стяуа» з Бухареста. 2006 отримала бронзову медаль Європейської першості, перемістившись з четвертого місця на третє через дискваліфікацію після позитивного результату допінг-тесту на заборонений препарат фуросемід української борчині Марії Стадник, яка була позбавлена чемпіонського титулу.

## Спортивні результати на міжнародних змаганнях

### Виступи на Чемпіонатах світу
| Змагання                        | Збірна  | Вагова категорія          | Місце |
| ------------------------------- | ------- | ------------------------- | ----- |
| Чемпіонат світу з боротьби 2005 | Румунія | жіноча боротьба, до 48 кг | 15    |
| Чемпіонат світу з боротьби 2006 | Румунія | жіноча боротьба, до 48 кг | 27    |
| Чемпіонат світу з боротьби 2007 | Румунія | жіноча боротьба, до 48 кг | 32    |
| Чемпіонат світу з боротьби 2009 | Румунія | жіноча боротьба, до 51 кг | 20    |
| Чемпіонат світу з боротьби 2010 | Румунія | жіноча боротьба, до 48 кг | 11    |
| Чемпіонат світу з боротьби 2011 | Румунія | жіноча боротьба, до 48 кг | 19    |

### Виступи на Чемпіонатах Європи
| Змагання                         | Збірна  | Вагова категорія          | Місце  |
| -------------------------------- | ------- | ------------------------- | ------ |
| Чемпіонат Європи з боротьби 2005 | Румунія | жіноча боротьба, до 48 кг | 8      |
| Чемпіонат Європи з боротьби 2006 | Румунія | жіноча боротьба, до 48 кг | Бронза |
| Чемпіонат Європи з боротьби 2007 | Румунія | жіноча боротьба, до 48 кг | 10     |
| Чемпіонат Європи з боротьби 2008 | Румунія | жіноча боротьба, до 48 кг | 13     |
| Чемпіонат Європи з боротьби 2010 | Румунія | жіноча боротьба, до 48 кг | 7      |
| Чемпіонат Європи з боротьби 2011 | Румунія | жіноча боротьба, до 48 кг | Бронза |

### Виступи на інших змаганнях
| Змагання                                 | Збірна  | Вагова категорія          | Місце  |
| ---------------------------------------- | ------- | ------------------------- | ------ |
| Золотий Гран-прі з боротьби 2006         | Румунія | жіноча боротьба, до 48 кг | Срібло |
| Austrian Ladies Open 2009                | Румунія | жіноча боротьба, до 48 кг | Бронза |
| Золотий Гран-прі з боротьби 2009         | Румунія | жіноча боротьба, до 48 кг | 10     |
| Турнір Дана Колова — Николи Петрова 2010 | Румунія | жіноча боротьба, до 48 кг | Срібло |
| Гран-прі Німеччини з боротьби 2010       | Румунія | жіноча боротьба, до 48 кг | 20     |
| Гран-прі Туркуена з боротьби 2011        | Румунія | жіноча боротьба, до 48 кг | 5      |
| Золотий Гран-прі з боротьби 2011 (Баку)  | Румунія | жіноча боротьба, до 48 кг | 5      |
| Меморіал Іона Корнеану 2011              | Румунія | жіноча боротьба, до 48 кг | Золото |
| Trophee Milone 2011                      | Румунія | жіноча боротьба, до 48 кг | 7      |

### Виступи на змаганнях молодших вікових груп
| Змагання                                       | Збірна  | Вагова категорія          | Місце  |
| ---------------------------------------------- | ------- | ------------------------- | ------ |
| Чемпіонат світу з боротьби серед юніорів 2003  | Румунія | жіноча боротьба, до 51 кг | 16     |
| Чемпіонат Європи з боротьби серед юніорів 2004 | Румунія | жіноча боротьба, до 48 кг | Бронза |
| Чемпіонат світу з боротьби серед юніорів 2005  | Румунія | жіноча боротьба, до 48 кг | 5      |
| Чемпіонат Європи з боротьби серед юніорів 2005 | Румунія | жіноча боротьба, до 48 кг | Бронза |